# Sei Rakyat (Medang Deras)
Sei Rakyat is een bestuurslaag in het regentschap Batu Bara van de provincie Noord-Sumatra, Indonesië. Sei Rakyat telt 2091 inwoners (volkstelling 2010).